# Diomidis Kiriakos
Diomidis Kiriakos (gr. Διομηδής Κυριάκος; ur. 1811 w Spetses, zm. 1869 w Pizie) – grecki uczony i polityk, w 1863 roku dwukrotnie przewodniczący Parlamentu Grecji. Pełnił funkcję premiera (1863) za rządów króla Ottona I.